# Justus Heinrich Hattorf
Justus Heinrich Hattorf (auch Justus Henrich Hattorf; geboren 1638; gestorben 25. September 1691 in Osterode am Harz) war ein deutscher evangelischer Geistlicher.

## Leben
Justus Heinrich Hattorf war Sohn des Ratskämmerers und Ratsherrn der Stadt Osterode Heinrich Hattorf (geboren 18. September 1602 in Osterode; gestorben 21. Oktober 1681 ebenda; Sohn des fürstlichen Faktors auf dem Harz Heinrich Hattorf (1551–1613) und dessen 1593 geehelichter Frau Elisabeth Dortmund) und dessen am 2. November 1629 geheirateter Ehefrau Dorothea Roden (gestorben 29. Juni 1644; Tochter des in Duderstadt wirkenden Patriziers Hartwig Roden und der Apollonia Hesse). Hattorfs Bruder Ernst Hattorf (1632–1713) war Fürstlich Grubenhagenscher Landsyndikus und Bürgermeister der Stadt Osterode.

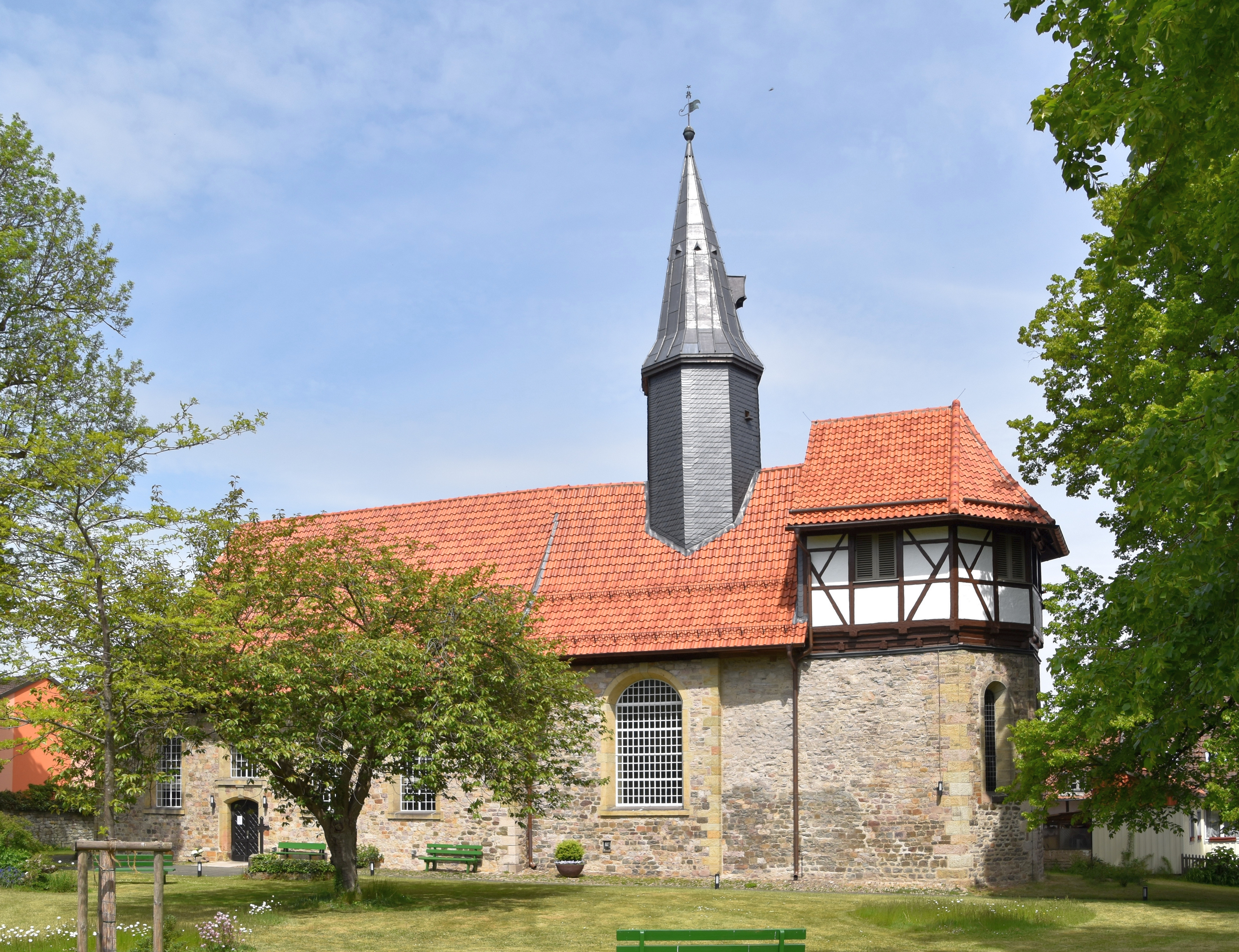
Arbeitsplatz von Hattorf: Die Kirche St. Marien in Osterode am Harz

Hattorf studierte an der Universität Jena, an der er 1664 als Respondent für die von dem Theologen Friedemann Bechmann verfasste philosophische Disputation De postpraedicamentis wirkte.
Nach seinem Studium war Hattorf mit dem Titel Magister als Pfarrer an der Marienkirche in seiner Harzer Heimatstadt Osterode tätig. Er wirkte zudem als Konsistorialrat.

## Familie
Am 11. Oktober 1670 heiratete Justus Heinrich Hattorf Anna Leve Hoffmeister. Mit ihr hatte er drei 1733 in den Adelsstand erhobene Söhne;
- Melchior Heinrich von Hattorf (geboren 23. Dezember 1673 in Osterode; gestorben 31. Dezember 1738 in Hannover); Kurfürstlich Braunschweig-Lüneburgischer Hof- und Kanzleirat, Erbherr auf Uslar, Verliehausen und Relliehausen[1]
- Johann Philipp von Hattorf (1676–1741; ab 1701 verheiratet mit Anna Margarete Tülfs); Hütteninspektor auf dem Harz[1]
- Martin Friedrich von Hattorf (1681–1740, verheiratet mit Juliane von Crauel); Oberfaktor, Hütteninspektor und Oberamtmann.[1]

## Schriften
- Friedemann Bechmann (Verf.), Justus Heinrich Hattorff (Resp.): De postpraedicamentis, Jenae: Werther, 1664